# Nicole Sandt
Nicole Sandt, geborene Preß  (* 1970), ist eine deutschsprachige Autorin.

## Leben
Nicole Sandt studierte in Berlin und Paris Theater- und Musikwissenschaft sowie Psychologie. Nach Tätigkeiten am Theater, unter anderem als Dramaturgin am Landestheater Mecklenburg/Neustrelitz, arbeitete sie über 10 Jahre als Redakteurin für die Publikationsreihe Musikinstrumentenbauer in Mitteleuropa (hrsg. vom DAKAPO Pressebüro Berlin). Von 2017 bis Ende 2020 engagierte sie sich als Gemeinschaftskoordinatorin der Gewobag MB im Wohn!Aktiv-Haus Berlin. Seit 2021 ist sie im Bereich Persönlichkeitsentwicklung tätig.

## Veröffentlichungen
- Gedichte in der Anthologie Die Schallmauer an Ungesagtem (Pablo Neruda Literaturpreis 2004, BS-Verlag Rostock, 2005)
- Musikwelten – Mondes de la musique (Multimediakalender, Edition Lavallée, 2007)
- Eine Reise durch das Jahr. Ein Hörkalender. (neue Ausgabe des Multimediakalenders, Edition Lavallée, 2007)
- Dealer und Kunden im Theater. Bei Koltès und Brecht. (Edition Lavallée, 2008)